# Feuerwehr Cuxhaven
Die Feuerwehr Cuxhaven im Referat 700 – Brandschutz und Rettungswesen – der Stadtverwaltung Cuxhaven unterteilt sich in die Berufsfeuerwehr und in die Freiwillige Feuerwehr mit 10 Ortsfeuerwehren.
Besondere Aufgaben der Berufsfeuerwehr sind Schiffsbrandbekämpfung, technische Hilfeleistung und Verletztenversorgung auf See, Watt- und Wasserrettungen sowie Höhenrettungen, wofür die Einsatzkräfte der Berufsfeuerwehr auch über die Stadtgrenzen hinaus eingesetzt werden.

## Berufsfeuerwehr

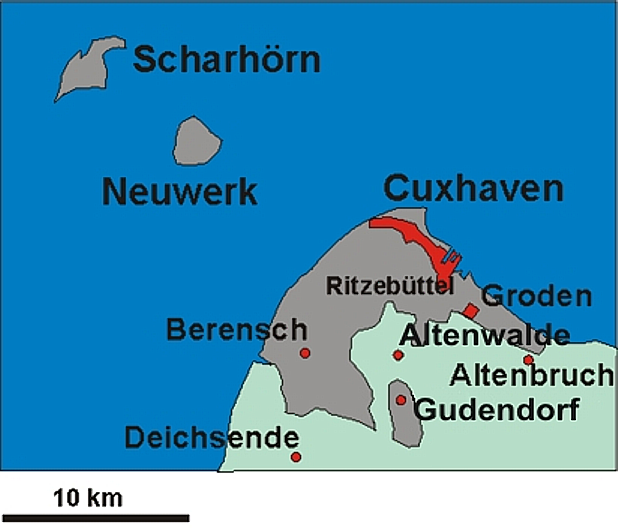
Stadtgebiet Cuxhaven

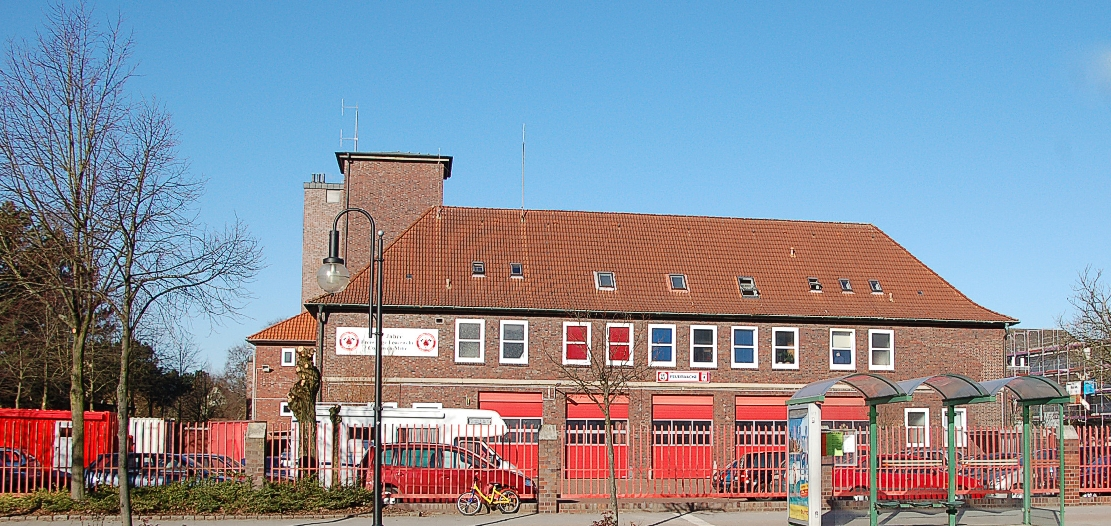
Feuerwehr Cuxhaven

Die Berufsfeuerwehr Cuxhaven besteht aus sechs Beamten im gehobenen feuerwehrtechnischen Dienst als Zugführer und Einsatzleiter im Tages- und Schichtdienst und stellt zusätzlich abwechselnd eine Rufbereitschaft für besondere Einsatzlagen und 86 Beamten und Angestellten im mittleren Dienst. Die Einsatzbeamten des mittleren Dienstes sind in drei Wachabteilungen gegliedert, die jeweils im 24-Stunden-Schichtdienst die Einsätze der Feuerwehr und des Rettungsdienstes im Stadtgebiet Cuxhaven abdecken.
Jährlich leistet die Berufsfeuerwehr Cuxhaven rund 14.000 Feuerwehr- und Rettungsdiensteinsätze. Hierzu steht ihr ein Fuhrpark bestehend aus einem Einsatzleitwagen 1 (ELW 1), einem Hilfeleistungslöschgruppenfahrzeug (HLF 20), einer Drehleiter mit Korb (DLK 23/12), einem speziellen Wattrettungsfahrzeug, einem Mannschaftstransportfahrzeug (MTF), einem Rettungsboot sowie einem Wechselladerfahrzeug mit den Abrollbehältern AB-Rüst, AB-Gefährliche Stoffe, AB-Schiffsbrand, AB-Ölwehr, AB-Rettung/Betreuung und AB-Sonderlöschmittel zur Verfügung. Zur Wahrnehmung ihrer rettungsdienstlichen Aufgaben verfügt sie zudem über ein Notarzteinsatzfahrzeug (NEF), drei Rettungswagen (RTW) und drei Krankentransportwagen (KTW).

## Freiwillige Feuerwehr
Die Freiwillige Feuerwehr Cuxhaven besteht aus den 10 Ortsfeuerwehren Groden und Cuxhaven-Mitte (Löschbezirk 2) Döse (LB 3), Duhnen-Stickenbüttel (LB 8), Sahlenburg und Holte/Spangen (LB 4), Berensch (LB 5), Altenwalde (LB 6) Lüdingworth und Altenbruch (LB 7). Einige Ortsfeuerwehren unterhalten eine Jugendfeuerwehr (JF Döse, JF Altenbruch, JF Lüdingworth, JF Altenwalde, JF Duhnen-Stickenbüttel, JF Sahlenburg). Die Ortswehren Duhnen-Stickenbüttel und Lüdingworth unterhalten zusätzlich eine Kinderfeuerwehr. 
Die Ausbildung der Kameradinnen und Kameraden wird sowohl von Angehörigen der Berufsfeuerwehr als auch von Mitgliedern der Freiwilligen Feuerwehr durchgeführt.

## Geschichte
Nach Ende des Zweiten Weltkrieges bekam die Stadt Cuxhaven von der britischen Militärregierung den Auftrag, den Krankentransport in der Stadt Cuxhaven sicherzustellen. Am 1. April 1946 wurde der Krankentransportdienst der Stadt Cuxhaven mit drei Krankenwagen in einem Anbau der Hauptfeuerwache aufgenommen. Diese Krankenwagen wurden von sieben hauptamtlichen Kräften besetzt, die teilweise im Gebäude der heutigen Hauptfeuerwache wohnten.
In den 1970er Jahren wurde der Feuerwehr auch die Notfallrettung übertragen. Da diese von den hauptamtlichen Gerätewarten der Freiwilligen Feuerwehr nicht hinreichend übernommen werden konnte, wurde eine hauptberufliche Wachbereitschaft eingerichtet, die Krankentransporte, Werkstattdienst, Brandschutz und technische Hilfeleistungen durchführte. Zu diesem Zeitpunkt liefen die Notrufe noch bei der örtlichen Polizeiwache auf. Dann wurde seitens der Regierung die Verlegung aller Feuerwehr-Notrufanlagen und der Notrufnummer 112 zur Feuerwache angeordnet. Hierzu musste nun also die Feuerwache Tag und Nacht besetzt werden.
Es wurden zwei Wachabteilungen, bestehend aus 13 Mann im 12-Stunden-Schichtdienst, eingerichtet. Diese setzten sich zusammen aus den hauptberuflichen Krankentransport-Mitarbeitern, den Gerätewarten und neu eingestelltem Feuerwehrpersonal. Kurze Zeit später ging man zum 24-Stunden-Schichtdienst über.
In den Jahren nach der Einführung der hauptberuflichen Wachbereitschaft stiegen die Einsatzzahlen und der Bedarf nach einer professionellen Feuerwehr in Cuxhaven stetig weiter, so dass im Jahr 1986 weiteres Personal eingestellt und eine dritte Wachabteilung eingerichtet wurde. Seitdem wurde die Aus- und Weiterbildung der Cuxhavener Berufsfeuerwehrleute forciert. So wurden zahlreiche Rettungssanitäter und später natürlich auch Rettungsassistenten ausgebildet. Die Feuerwehrausbildung erfolgt seither nach den Richtlinien der APVO-Feu. Im November 2005 wurde die hauptberufliche Wachbereitschaft vom Rat der Stadt in eine Berufsfeuerwehr umgewandelt.

## Spezialeinheiten

### Rettungsdienst
Die Durchführung des Rettungsdienstes erfolgt in Cuxhaven durch die Berufsfeuerwehr.
Das rettungsdienstliche Personal besteht aus Feuerwehrbeamten, die über die Qualifikation Notfallsanitäter, Rettungsassistent oder Rettungssanitäter verfügen. Ein Notfallkrankenwagen (NKTW) und zwei weitere Krankentransportwagen (KTW) werden von Rettungssanitätern im Beschäftigtenverhältnis besetzt. Transporte zur Unterbringung von Patienten nach dem Psychisch-Kranken-Gesetz werden von Vollzugsbeamten begleitet.
Die Feuerwehr Cuxhaven ist anerkannte rettungsdienstliche Ausbildungsstelle (Lehrrettungswache).
Eine Gruppe von „Organisatorischen Leitern Rettungsdienst“ (OrgL), steht zur Verfügung, um einem eventuellen Massenanfall von Verletzten / Erkrankten (MANV) adäquat begegnen zu können.

### Schiffsbrandbekämpfung
Die Feuerwehr Cuxhaven stellt unter anderem auch den Brandschutz auf der am meisten befahrenen Wasserstraße der Welt, der Unterelbe, sicher. Bis 1991 erfolgte dies außerhalb der eigentlichen Zuständigkeit der Feuerwehr Cuxhaven. Im Juli 1991 wurde jedoch eine Verwaltungsvereinbarung getroffen, die die Zuständigkeiten für solche Einsätze regelt. Seitdem finanziert das Land eine umfangreiche Ausrüstung zur Brandbekämpfung auf See, zur Technischen Hilfeleistung und zur Verletztenversorgung auf See sowie im landeseigenen Hafen Cuxhaven. Die Geräte können dabei in Gitterboxen auf Transportschiffe verladen oder per Hubschrauber transportiert werden. 
Seit dem 1. Januar 2022 gilt die Vereinbarung über die Brandbekämpfung, die technische Hilfeleistung und die Verletztenversorgung auf See. Die Berufsfeuerwehr Cuxhaven stellt für diese Aufgabe seitdem zwei MIRG Einheiten (Maritime Incident Response Group). Eine Gruppe mit der Aufgabe First Response (MIRG-FR) und eine Fire Fighting Einheit (MIRG-FiFi). Die Berufsfeuerwehrleute haben für diese Aufgaben mehrere Sonderausbildungen absolviert.

### Wattrettung
Im Bereich Wattrettung arbeitet die Feuerwehr Cuxhaven oft eng mit der Deutschen Lebens-Rettungs-Gesellschaft (DLRG), der Deutschen Gesellschaft zur Rettung Schiffbrüchiger (DGzRS), der Nordseeheilbad Cuxhaven GmbH, den SAR-Hubschraubern und der Wasserschutzpolizei zusammen. Für reine Wasserrettungseinsätze unterhält die Berufsfeuerwehr sowie die Freiwillige Feuerwehr Cuxhaven-Duhnen je ein Rettungsboot (RTB-2) mit Zugfahrzeug.

### Höhenrettung
Die Höhenrettungsgruppe der Berufsfeuerwehr Cuxhaven wurde 2005 gegründet und besteht aus derzeit 20 Höhenrettern, darunter 2 Ausbilder. Diese Spezialeinheit der Feuerwehr dient einerseits zum Ausbilden der übrigen Feuerwehr im Bereich der Absturzsicherung und bewältigt andererseits diverse Rettungs- und Hilfsmaßnahmen in derart exponierten Lagen, dass sie mit herkömmlichen Mitteln (z. B. Drehleitern) nicht bewältigt werden können.

## Leitstelle
Die Leitstelle der Feuerwehr Cuxhaven koordiniert alle Einsätze der Feuerwehr und des Rettungsdienstes im Cuxhavener Stadtgebiet. Sie ist hierzu mit moderner Computertechnik ausgestattet, die von der Annahme des Notrufs bis zur Abrechnung und Statistik den Disponenten unterstützt. Neben der Feuerwehr werden aber auch Katastrophenschutz, THW, DLRG und das Rote Kreuz Cuxhaven alarmiert, hier stellen die DLRG und das Rote Kreuz Cuxhaven jeweils eine Schnelleinsatzgruppe.